# 石井町立藍畑小学校
石井町立藍畑小学校（いしいちょうりつ あいはたしょうがっこう）は、徳島県名西郡石井町藍畑字東覚円にある公立小学校。町内の小学校で唯一制服がある。

## 沿革
- 1880年 - 覚円小学校を創立。
- 1881年 - 高畑小学校、第十小学校を創立。
- 1895年 - 覚円小学校、高畑小学校、第十小学校を統合し藍畑村立藍畑尋常高等小学校となる。
- 1932年 - 徳島県名西郡藍畑尋常高等小学校と改称。
- 1941年 - 徳島県名西郡藍畑国民学校と改称。
- 1947年 - 徳島県名西郡藍畑小学校と改称。

## 校歌
- 作詞: 井内謙一
- 作曲: 下川一水

## 通学区域が隣接している学校
- 石井町立高川原小学校
- 石井町立高原小学校
- 上板町立高志小学校
- 藍住町立藍住南小学校
- 徳島市北井上小学校